# Антиньяно
Антиньяно (итал. Antignano) — коммуна в Италии, располагается в регионе Пьемонт, в провинции Асти.
Население составляет 1000 человек (2008 г.), плотность населения составляет 92 чел./км². Занимает площадь 11 км². Почтовый индекс — 14010. Телефонный код — 0141.
Покровителем коммуны почитается святой первомученик Стефан, празднование 31 июля.

## Демография
Динамика населения:

## Администрация коммуны
- Официальный сайт: